# Darío Lopilato
Darío Eduardo Lopilato de la Torre (* 29. Januar 1981 in Buenos Aires, Argentinien) auch Dario Lopilato oder Darío Eduardo Lopilato genannt, ist ein argentinischer Schauspieler. Bekannt wurde er durch seine Darstellung des Coqui Argento in „Casados con Hijos“, der Argentinien Version der Fernsehserie Eine schrecklich nette Familie.

## Leben
Dario Lopilato ist der einzige Sohn von Beatriz und Eduardo Lopilato de la Torre, er hat zwei Schwestern Daniela und Luisana, die als Schauspielerin, Sängerin und Model arbeitet. Lopilato begann seine Laufbahn, als er von 1995 bis 1999 in Chris Morenas Telenovela „Chiquititas“ mitwirkte. Er hatte auch einige Auftritte in Werbespots im argentinischen Fernsehen. Bis 1997 hatte er eine Rolle in der Reihe „Cebollitas“. Im Jahr 2000 war er in der argentinischen Telenovela „Luna salvaje“ zu sehen. Lopilato spielte (2002/2003) in zwei Episoden den Cholo in „Rebelde Way“ einer weiteren bekannten argentinischen Show. Bekanntheit erlangte er jedoch erst 2005 durch seine Auftritte in „Casados con Hijos“ mit seiner Schwester Luisana Lopilato, Guillermo Francella und Florencia Peña. Diese Serie diente als Vorlage für Theater, Film und Radio. Zwei Projekte, in denen er mitwirkte, „Casados con Hijos“ 2006 und „El Capo“ 2007, wurden mit dem Martín Fierro Award für die beste Komödie ausgezeichnet.
Er ist nicht nur ein berühmter Komiker in Argentinien, sondern studierte 2008 Umwelttechnik an der Katholischen Universität in Salta. Am Theater hatte er ebenfalls einige Auftritte so im „Dschungelbuch“, in Komödien oder romantischen Stücken. Im Sommer 2010 moderierte er im Radio ein Programm namens „Acqua“. Im Winter des Jahres 2011 beschloss Darío mit seinem Vater Eduardo ein neues Projekt zu beginnen und gründete seine eigene Produktionsfirma.

## Filmografie
- 1997: Cebollitas (Jugendserie)
- 1998: Chica cósmica
- 1999: Trillizos, ¡dijo la partera!
- 1999: Chiquititas
- 2000: Luna salvaje
- 2001: Poné a Francella
- 2002: Maridos a domicilio
- 2002: Franco Buenaventura, el profe (Folge 1x01)
- 2002–2003: Rebelde Way – Leb dein Leben (Rebelde Way, 2 Folgen)
- 2003: Dr. Amor
- 2004: La niñera
- 2004: Culpable de este amor (Folge 1x01)
- 2005: Casados con hijos
- 2006: Al Límite (Folge 1x08 Entreactos)
- 2007: El Capo
- 2008: Los superagentes, nueva generación (Film)
- 2008: Atracción x4
- 2011: Querida voy a comprar cigarrillos y vuelvo (Film)
- 2011: Historias de la primera vez (Folge 1x04 La primera vez que mis padres se separaron)
- 2012: Los únicos (2 Folgen)